# I Will Be Me
I Will Be Me je sólové album Davea Daviese, někdejšího člena The Kinks. Bylo vydáno 4. června 2013.

## Seznam skladeb
1. „Little Green Amp“
2. „Livin' in the Past“
3. „The Healing Boy“
4. „Midnight in L.A.“
5. „In the Mainframe“
6. „Energy Fields“
7. „When I First Saw You“
8. „The Actress“
9. „Erotic Neurotic“
10. „You Can Break My Heart“
11. „Walker Through the Worlds“
12. „Remember the Future“
13. „Cote du Rhone (I Will Be Me)“

## Obsazení
- Dave Davies – kytara, klávesy, hlavní a doprovodné vokály
- Scott Barnes – baskytara
- Matt Bennett – bicí
- Oli Brown – kytara
- Azaria Byrne – zpěv
- Jak Coleman – kytara
- Tom Currier – baskytara, klavír
- Dennis Davison – rumba koule, varhany
- Wesley Doyle – kytara
- Jürgen Engler – baskytara, kytara
- James Freemantle – baskytara
- Teddy Freese – bicí
- Geri X – zpěv
- Karen Grotberg – cembalo, klavír, zpěv
- Chris Head – kytara
- Joey Horgen – kytara
- Simon Jackson – kytara
- Kara Jayne – baskytara
- Steve Kille – bicí
- Jon Lamont – bicí
- Mark Laughlin – bicí
- Jonathan Lea – kytara, elektrický sitár
- Chris Lietz – bicí
- Gary Louris – kytara, zpěv
- Jordan McDonald – bicí
- Sarah McLeod – kytara
- Tim O'Reagan – bicí, perkuse, zpěv
- Mark Olson – zpěv
- Marc Perlman – baskytara
- Wayne Proctor – bicí
- Justin Sane – kytara, zpěv
- Ty Segall – kytara, doprovodné vokály
- Jason Simon – kytara
- Chris Spedding – kytara
- Pat Thetic – bicí
- Jon Tufnell – zpěv
- Bruce Tyner – pedálová steel kytara
- John Wesley – kytara
- Yura Zeleznik – housle